# 코타키 노조무
코타키 노조무(일본어: 小瀧 望, 1996년 7월 30일 ~ )는 일본의 가수, 배우이며, 남성 아이돌 그룹 쟈니즈WEST의 멤버이다.
오사카부 출신. STARTO ENTERTAINMENT 소속.

## 내력
2008년 7월 17일, 쟈니즈 사무소에 입소. 8월, 〈칸사이 쟈니즈 Jr.@오사카 쇼치쿠좌 2008 여름〉에서, Hey! Say! 7WEST (후의 7 WEST)로의 가입이 발표된다.
2014년 4월, 쟈니즈WEST로서 CD 데뷔한다.
2015년 11월, 《MORSE》로 무대 첫 단독 주연을 맡는다.
2016년, 잡지 《FINEBOYS》에서 3월호부터 레귤러 모델로 기용된다.

## 인물
- 1남 1녀 중 막내이며, 누나와는 7살 차이가 난다.
- 혈액형은, O형.
- 존경하는 선배는, 야마다 료스케.

## 출연

### 드라마
- 사무라이 전학생 ~우리의 길은 무사도~ (2009년 3월, 칸사이 TV) - 키무라 노조미 역
- DRAMADA-J 언젠가의 우정부, 여름. (2009년 9월, 칸사이 TV) - 쿠사카베 마모루 역
- 아무도 모르는 J학원 명카운셀러 (2010년 5월, 칸사이 TV) - 세키구치 역
- 세상에서 가장 어려운 사랑 (2016년 4월 ~ 6월, 닛폰 TV) - 미우라 이에야스 역
- 24시간 TV 스페셜 드라마 〈먼눈의 요시노리 선생님~빛을 잃어버려 마음이 보였다~〉 (2016년 8월 27일, 닛폰 TV) - 오노세 카이 역

### 영화
- 기숙사 페스! ~최후의 일곱 가지 불가사의~ (2012년, GAGA/미디어 풀포) - 노기 쿄스케 역
- 칸사이 쟈니즈 Jr.의 교토 우즈마사 행진곡! (2013년, 쇼치쿠) - 타나카 코타로 역
- 극장판 가면 티처 (2014년, 쇼게이트) - 학생회장 역
- 닌쟈니 등장! 미래에의 싸움 (2014년, 쇼치쿠) - 서쪽 닌자·후우토 역
- 근거리 연애 (2014년, 토호 영상 사업부) - 마토바 류 역

### 무대
- MORSE (2015년 12월, 도쿄 글로브좌/시어터 BRAVA) - 주연·오스카 역

### CM
- 겅호 온라인 엔터테인먼트 〈퍼즐 & 드래곤 크로스〉 (2016년 7월 ~ )